# Khê Hồ, Chương Hóa

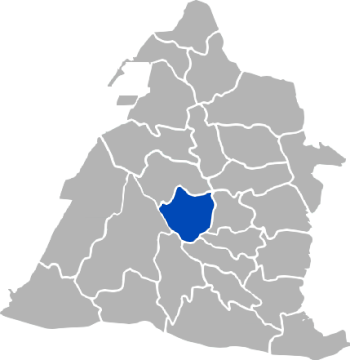
Vị trí tại Chương Hóa

Khê Hồ (tiếng Trung: 溪湖鎮; bính âm: Xīhú Zhèn) là một trấn của huyện Chương Hóa, tỉnh Đài Loan, Trung Hoa Dân Quốc (Đài Loan). Hương nằm ở vị trí trung tâm của huyện và có địa hình bằng phẳng, đất đai màu mỡ thích hợp cho phát triển nông nghiệp, hương cũng nổi tiếng khắp nơi với đặc sản tương Cửu Hoa. Tổng diện tích của Khê Hồ là 32,0592 km², dân số vào tháng 8 năm 2011 là 55.970 người thuộc 15.248 hộ gia đình, mật độ cư trú đạt 1745,8 người/km².